# 伍德斯托克镇区 (伊利诺伊州)
伍德斯托克鎮區（英語：Woodstock Township）是位於美國伊利諾伊州斯凱勒縣的一個行政鎮區。

## 地方資料
根據2010年美國人口普查的數據，伍德斯托克鎮區的面積為96.70平方千米，當中陸地面積為96.70平方千米，而水域面積為0.00平方千米。當地共有人口357人，而人口密度為每平方千米3.69人。